# Vicente Salias
Vicente Salias (* 23. März 1776 in Caracas; † 17. September 1814 in Puerto Cabello) war ein venezolanischer Revolutionär, Journalist und Schriftsteller.

## Leben
Salias begann 1788 an der Universität von Caracas ein Philosophiestudium bei Padre Baltasar de los Reyes Marrero, belegte 1791–92 Jurakurse und studierte ab 1794 Medizin. Er erlangte 1798 den Grad eines Baccalaureus in Philosophie und im Folgejahr in Medizin. Anfang der 1800er Jahre veröffentlichte er einige medizinische Fachartikel.
Im April 1810 beteiligte er sich an der Erhebung gegen die spanische Kolonialmacht und wurde in diplomatischer Mission nach Jamaika und Curaçao gesandt. Er soll in dieser Zeit auch den Text der von Juan José Landaeta vertonten späteren Nationalhymne Gloria al bravo pueblo verfasst haben. (Als Autor wird auch Andrés Bello genannt).
Er war Gründungsmitglied und Leiter der Sociedad Patriótica in Caracas und Redakteur ihres Organs El Patriota de Venezuela und wurde Mitarbeiter von General Francisco de Miranda. Nach der Kapitulation Mirandas im September 1811 kam er in Haft. 1813 wurde er begnadigt und schloss sich Simón Bolívar an. Bis Mai 1814 war er Redakteur der Gaceta de Caracas.
Vor der Besetzung der Stadt durch José Tomás Boves floh er auf der Correo de Gibraltar in Richtung Curaçao. Das Schiff wurde jedoch durch den spanischen Korsaren Valiente Boves aufgebracht, und Salias geriet erneut in Haft. Er wurde zum Tode verurteilt und am 17. September 1814 unter dem Befehl von Feldmarschall Juan Manuel Cajigal hingerichtet.
| Personendaten    | Personendaten                                               |
| ---------------- | ----------------------------------------------------------- |
| NAME             | Salias, Vicente                                             |
| KURZBESCHREIBUNG | venezolanischer Revolutionär, Journalist und Schriftsteller |
| GEBURTSDATUM     | 23. März 1776                                               |
| GEBURTSORT       | Caracas                                                     |
| STERBEDATUM      | 17. September 1814                                          |
| STERBEORT        | Puerto Cabello                                              |